# Rezolucja Rady Bezpieczeństwa ONZ nr 244
Rezolucja Rady Bezpieczeństwa ONZ nr 244 została przyjęta jednomyślnie 22 grudnia 1967 r.
Rada potwierdziła swoje poprzednie rezolucje w kwestii cypryjskiej oraz przedłużyła mandat Sił Pokojowych ONZ na Cyprze na kolejne 3 miesiące, do dnia 26 marca 1968 r.
Rada wezwała również wszystkie zaangażowane strony do dalszego działania z największą powściągliwością oraz pełną współpracę z siłami pokojowymi.